# Knocknakilla

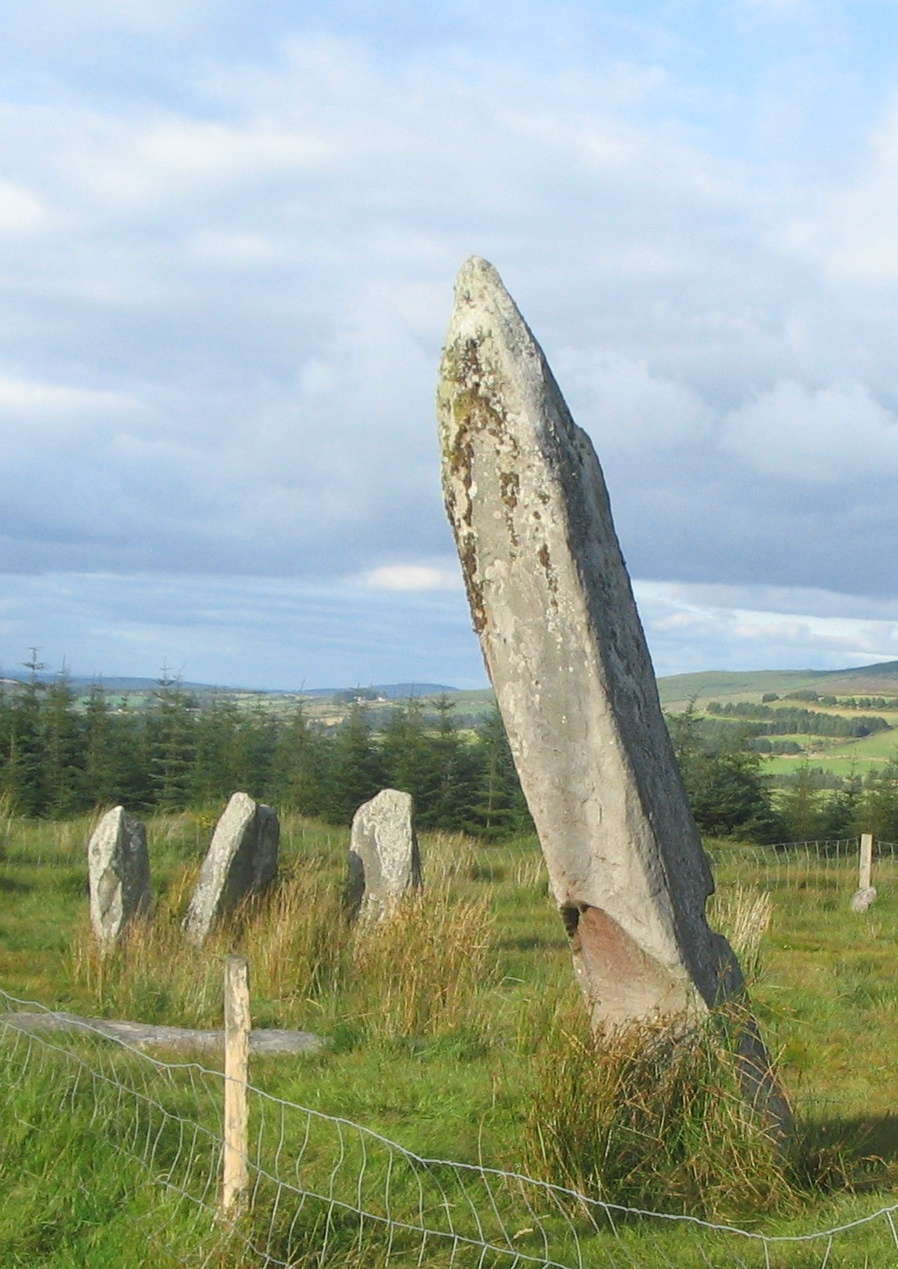
Menhir del complesso megalitico di Knocknakilla.

Knocknakilla è un complesso megalitico risalente ad un periodo compreso tra il 1.800 e 1.600 a.C. fa sito su una torbiera sul versante NO delle pendici del monte Musherabeg, tra Macroom e Millstreet, contea di Cork, Irlanda. L'area di Knocknakilla è molto ricca di antiche testimonianze tra cui, due roccheforti, un terrapieno circolare, due fulacht fiadh (tipo di terrazzamento a forma di ferro di cavallo), un probabile sito sotterraneo (Souterrain) e un recinto circolare.
Knocknakilla è una voce derivata dal gaelico Cnoc na Cille, traducibile come "la pietra della chiesa". Dato che i vari elementi del complesso sono in relazione sia al sorgere che al tramontare del sole, si ritiene che il sito sia stato edificato e allineato proprio per questo scopo. Si ipotizza che il suo utilizzo fu prettamente calendariale, come aiuto ai primi agricoltori.

## Strutture
- Il  complesso megalitico si trova su una torbiera, su un livello più elevato rispetto al circondario, tanto da dominare una profonda valle. È composto da un cerchio di pietre, un cerchio di pietre radiale (a forma di stella) e due pietre affusolate che fungevano da portale, una delle quali caduta, allineate a NNE-SSO. Il cerchio di pietre è composto da cinque massi di altezza variabile tra 1,3 e 1,5 metri; a tre metri di distanza restano 10 pietre che formato il cerchio radiale, di diametro di 3,5 metri. Questo tipo di struttura fu la prima ad essere rinvenuta da Coillte Teoranta nel 1970. La pietra affusolata rimasta in piedi è alta 3,7 metri ed è fortemente inclinata a nord

- il dolmen di Knocknakilla costituito da una lunga lastra di pietra sorretta da due monoliti

- il menhir di Knocknakilla è posta frontalmente al complesso, in direzione NE-SO, alta 1,65 metri, si restringe verso l'alto e pende verso NE.

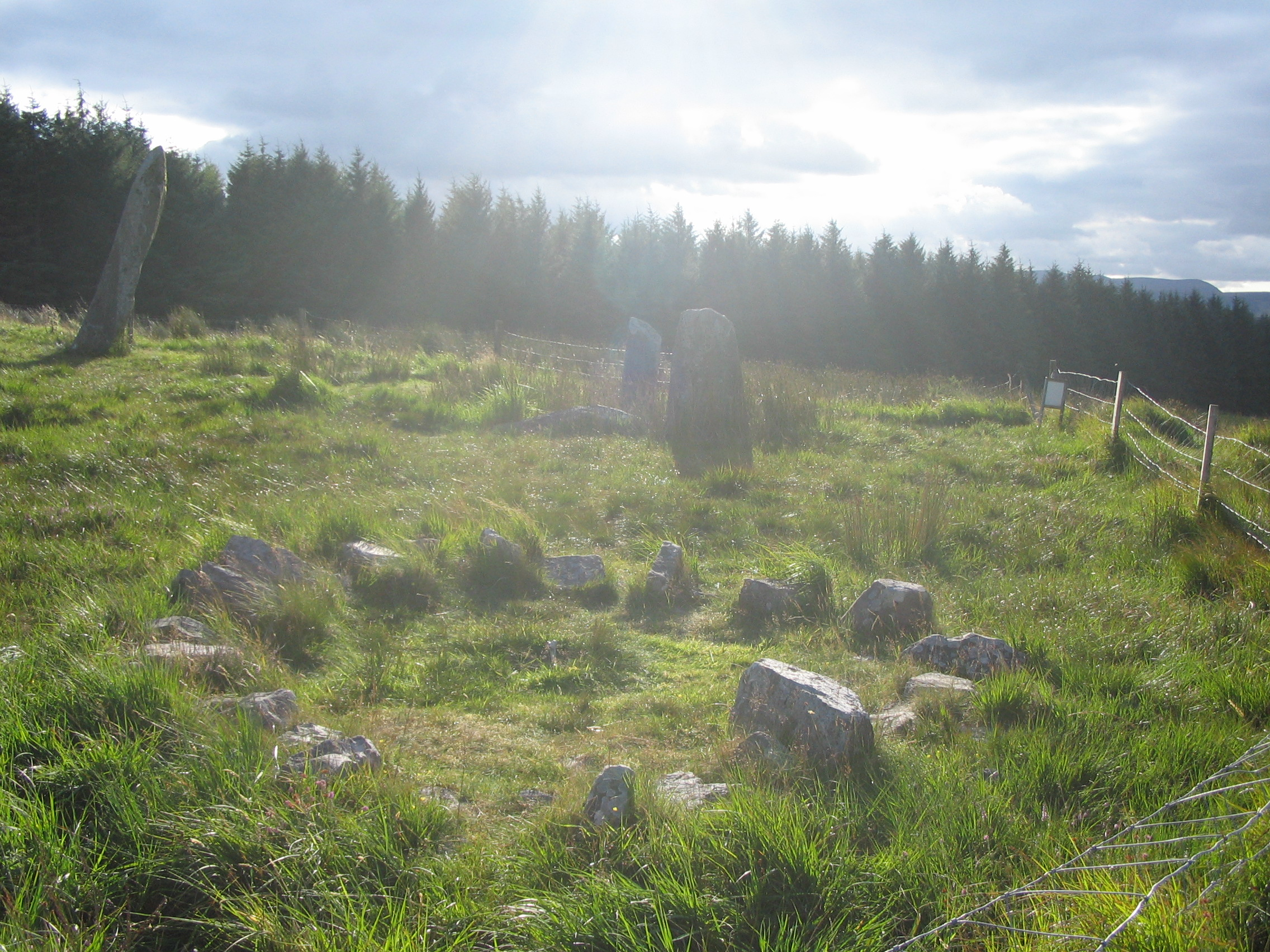
Cerchio radiale e pietra portale.
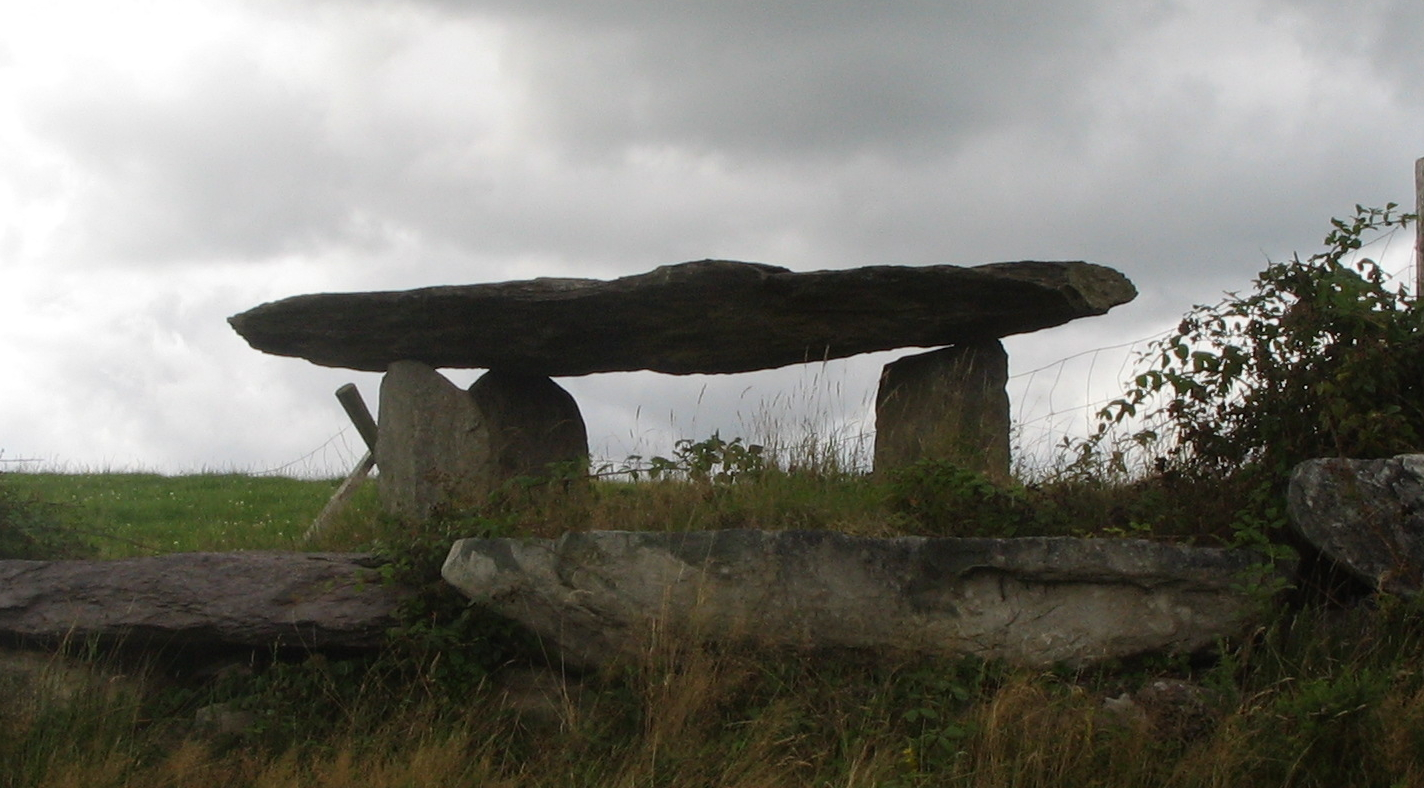
Dolmen di Knocknakilla
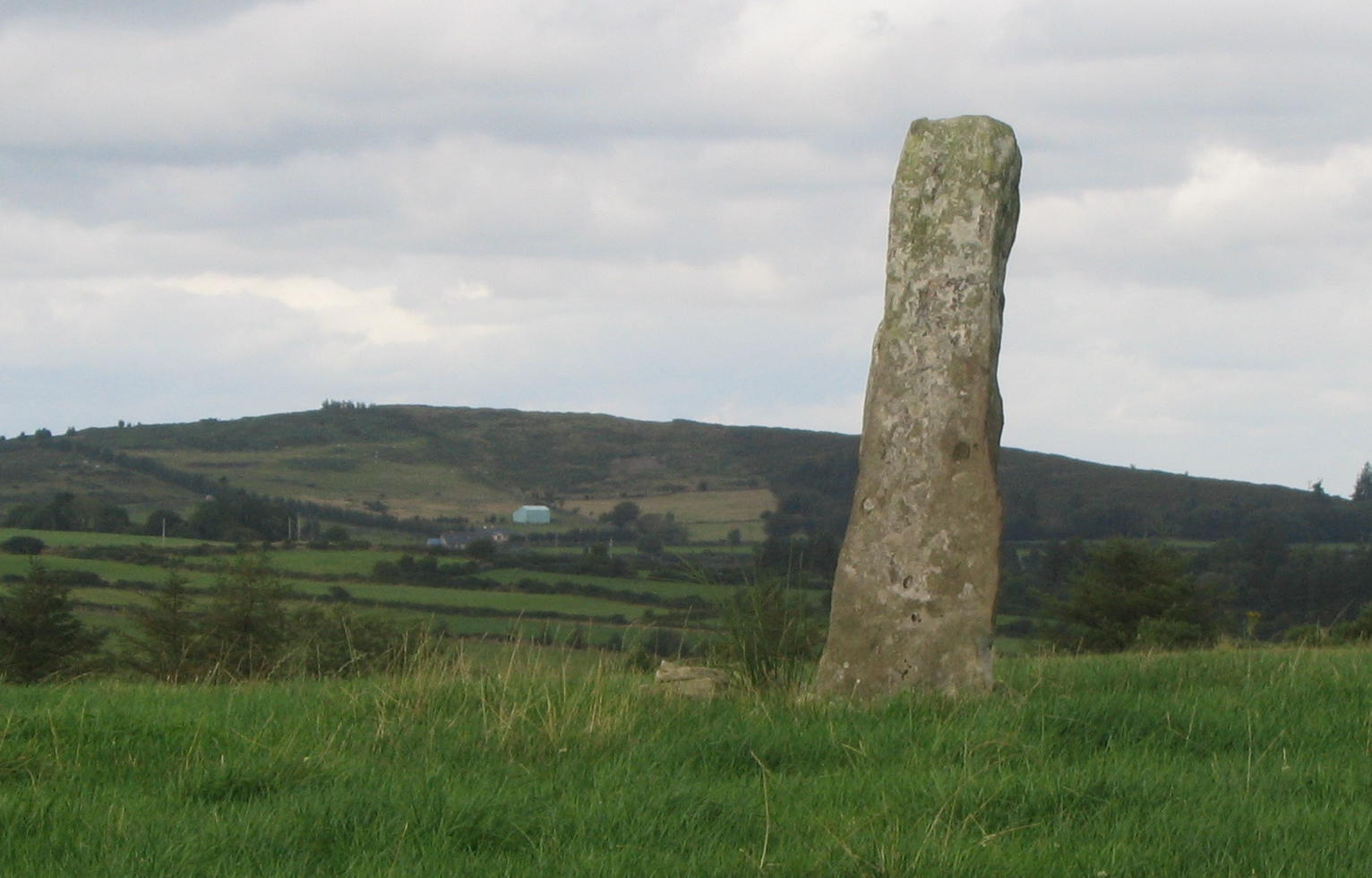
Menhir di Knocknakilla

## Riferimenti
Denis Power (1997). Archaeological inventory of County Cork, Volume 3: Mid Cork, 9467   ColorBooks. ISBN 0-7076-4933-1